# تاريخ اللومبارد (كتاب)

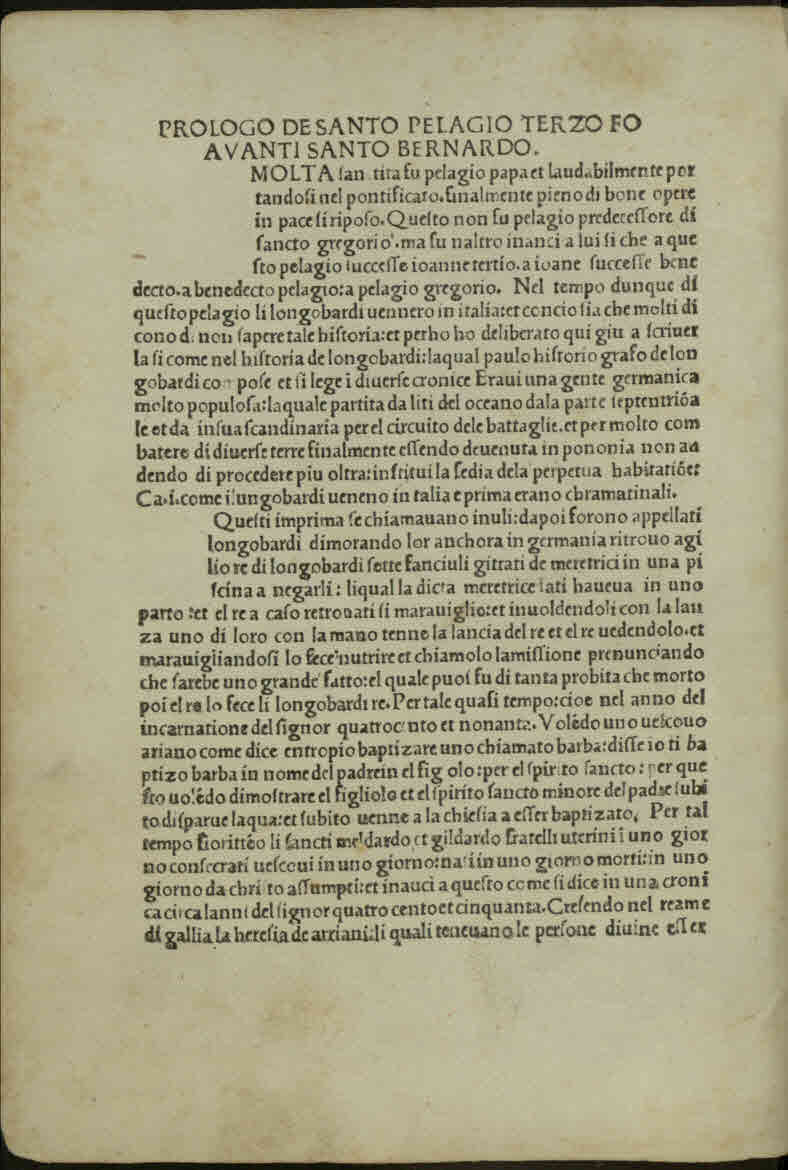
تاريخ اللومبارد, 1480

تاريخ اللومبارد (باللاتينية: Historia Langobardorum) هو العمل الرئيسي لبولس الشماس ويعود تاريخه إلى القرن الثامن الميلادي. باشر في كتابته بعد عام 787 في دير مونتي كاسينو ذاكرًا فيه تاريخ الشعب اللومباردي منذ نشوئهم وحتى الملك ليوتبراند عام 743. كما يحتوي معلومات عن الإمبراطورية البيزنطية والفرنجة المعاصرين أيضًا.